# Mycosphaerella mori
Mycosphaerella mori är en svampart som först beskrevs av Karl Wilhelm Gottlieb Leopold Fuckel, och fick sitt nu gällande namn av F.A. Wolf 1935. Mycosphaerella mori ingår i släktet Mycosphaerella och familjen Mycosphaerellaceae.   Inga underarter finns listade i Catalogue of Life.